# Panislamisme

Islam per land :SoennietenSjiietIbadi

Vlag van de Shahada, vaak geassocieerd met panislamisme.

Panislamisme (Arabisch: الوحدة الإسلامية ) is een politiek-religieuze beweging die pleit voor het verenigen van moslims onder één islamitisch land of staat – vaak een kalifaat – of een internationale organisatie met islamitische principes. Historisch gezien werd, met als voorbeeld het Ottomaanse Rijk dat streefde naar de eenheid van alle Ottomaanse burgers, het panislamisme in het Ottomaanse Rijk gepromoot tijdens het laatste kwart van de 19e eeuw door Sultan Abdul Hamid II met als doel afscheidingsbewegingen van de moslims te voorkomen.
Panislamisme onderscheidt zich van pan-nationalistische ideologieën, zoals panarabisme, doordat het de oemma (moslimgemeenschap) ziet als het middelpunt van loyaliteit, met inbegrip van het Tawhied-geloof volgens de leringen van de Koran en de Soennah, waarbij etniciteit en ras worden uitgesloten als belangrijkste verenigende factoren.
De belangrijkste leiders van de panislamitische beweging was de drie-eenheid van Jamal al-Din Afghani (1839-1897), Muhammad Abduh (1849-1905) en Sayyid Rashid Rida (1865-1935), die actief waren in antikoloniale pogingen om de Europese penetratie van moslimlanden tegen te gaan. Zij probeerden ook de islamitische eenheid te versterken, waarvan zij geloofden dat dit de sterkste kracht was om moslims te mobiliseren tegen de imperialistische overheersing. Na de verovering van het Arabische Schiereiland door Ibn Saud werd het panislamisme in de hele Islamitische wereld versterkt. In de tweede helft van de twintigste eeuw concurreerden panislamisten met linkse nationalistische ideologieën in de Arabische wereld, zoals het Nasserisme en het Ba'athisme. Op het hoogtepunt van de Koude Oorlog in de jaren zestig en zeventig leidden Saoedi-Arabië en geallieerde landen in de moslimwereld de panislamitische strijd om de verspreiding van de communistische ideologie te bestrijden en de toenemende Sovjet- invloed in de wereld in te dammen. 